# 全国人民代表大会代表资格审查委员会
全国人民代表大会代表资格审查委员会（简称全国人大代表资格审查委员会），是中华人民共和国最高国家权力机关全国人民代表大会设立的专门委员会之一。1954年至1982年之间存在。

## 沿革
1954年9月20日第一届全国人民代表大会第一次会议通过的《中华人民共和国全国人民代表大会组织法》规定，全国人民代表大会设立代表资格审查委员会。第一届、第二届、第三届、第五届全国人民代表大会都设立了作为专门委员会的代表资格审查委员会（第四届因“文革”而未设立）。文革爆发后，1966年8月代表资格审查委员会停止工作。1975年1月，第四届全国人大取消了各专门委员会。1978年2月，第五届全国人大第一次会议重新设立了代表资格审查委员会。由于代表资格审查委员会只在全国人民代表大会召开期间活动，不能及时对全国人民代表大会补选代表的代表资格和新选出的下一届代表的代表资格进行审查，因此有必要设置常设性的代表资格审查委员会。
1982年12月10日通过并施行的《中华人民共和国全国人民代表大会组织法》第二十六条规定：“常务委员会设立代表资格审查委员会。代表资格审查委员会的主任委员、副主任委员和委员的人选，由委员长会议在常务委员会组成人员中提名，常务委员会会议通过。”由于全国人民代表大会常务委员会代表资格审查委员会的设立，全国人民代表大会代表资格审查委员会随之取消。全国人民代表大会常务委员会代表资格审查委员会在每次全国人民代表大会会议以前，便应完成代表资格审查工作，改变了过去全国人民代表大会代表资格审查委员会只能在全国人民代表大会第一次会议开始后才能进行代表资格审查工作的缺陷。

## 组织结构
1954年9月20日第一届全国人民代表大会第一次会议通过的《中华人民共和国全国人民代表大会组织法》第二十五条规定，全国人民代表大会代表资格审查委员会由主任委员一人、副主任委员若干人、委员若干人组成。主任委员和委员的人选，由全国人民代表大会会议主席团在代表中提名，由全国人民代表大会会议通过；副主任委员由委员互推。主任委员主持委员会会议和委员会的工作。

## 职责
1954年《中华人民共和国全国人民代表大会组织法》第二十五条规定：“全国人民代表大会设立民族委员会、法案委员会、预算委员会、代表资格审查委员会和其他需要设立的委员会。各委员会协助全国人民代表大会工作。在全国人民代表大会闭会期间，民族委员会和法案委员会协助全国人民代表大会常务委员会工作。”
第二十九条规定：“代表资格审查委员会，在每届全国人民代表大会第一次会议举行的时候，根据代表当选证书和其他有关材料，审查全国人民代表大会代表的资格。”“代表资格审查委员会对于补选的代表的资格进行同样审查。”。

## 历届组成人员
- 第一届全国人民代表大会代表资格审查委员会（主任委员：马明方）
- 第二届全国人民代表大会代表资格审查委员会（主任委员：马明方）
- 第三届全国人民代表大会代表资格审查委员会（主任委员：马明方）
- 第五届全国人民代表大会代表资格审查委员会（主任委员：纪登奎）